# 朱孟炬
朱孟炬（1412年—1474年），明朝楚藩第一代江夏王，明楚昭王朱楨的庶第十子。

## 生平
宣德三年（1428年），封江夏王。
成化十年（1474年），朱孟炬去世，享年六十三歲，諡號康靖。葬于今武汉市江夏区龙泉街道，1998年其陵墓被发掘。

## 家庭

### 妻
- 妃郝氏，五开卫副千户郝真妹，宣德五年（1430年）冊為江夏王妃[6]，天順五年（1461年）逝世[7]生蒲圻縣主。
- 夫人 王氏 [8]

### 子
- 庶长子：江夏悼順王朱季㙱

### 女
- 嫡长女：蒲圻县主，儀賓贺诚
- 嫡次女：辰溪县主，儀賓杨誉[9]